# 山本雅弘 (毎日放送)
山本 雅弘（やまもと まさひろ、1940年（昭和15年）6月17日 - ）は、株式会社毎日放送 (MBS) の相談役最高顧問、元社長・会長。東京放送ホールディングス取締役も務めた。

## 来歴・人物
大阪府出身。大阪府立北野高等学校を経て、京都大学法学部卒業。
1964年（昭和39年）に毎日放送へ入社。第5代社長斎藤守慶が営業局の中心だった昭和40年代から50年代にかけ、部下として主に営業畑を歩んだ。1975年（昭和50年）のネットチェンジは東京支社テレビ営業部配属で迎え『ストロンガー』から『スーパー1』までの『仮面ライダー』シリーズのTBS系列移行を推進。『まんが日本昔ばなし』の立ち上げでは川内康範と組み、『世界まるごとHOWマッチ』では制作会社イーストと組んで大橋巨泉とビートたけしを結び付け大ヒット、巨泉のセミリタイアを5年延長させた。
1993年（平成5年）テレビ編成局長、1997年（平成9年）6月の株主総会で取締役選任、ラジオ局長兼務。1999年（平成11年）常務取締役、2001年（平成13年）専務取締役となり次期社長の呼び声が高まった。

### MBS社長
2002年（平成14年）6月の株主総会終了後の取締役会で、第6代社長柳瀬璋の後を受けて、毎日放送第7代代表取締役社長に就任。MBS史上初となる生え抜き、かつ昭和2ケタ生まれの社長となった。柳瀬はMBSのトップ定年（70歳）を理由に会長に就かず、会長だった斎藤も定年を超えているとして退任したため、MBSは5年ぶりに会長が空席となり、ワントップでMBSの舵取りを任されることになった。

#### 土曜朝全国ネット枠の見直し
前任の柳瀬は2001年（平成13年）10月改編で、「MBSスタジオ in USJ」のオープン後も視聴率が伸び悩んだ『すてきな出逢い いい朝8時』を打ち切らせた。後番組の『リアルタイム』では、報道情報路線に切り替えたが低迷した。このため山本は社長に就任した直後の2002年10月改編で打ち切らせ、『サタモニ!』に移行する。2003年4月改編で『知っとこ!』を投入すると視聴率が急回復。同時間帯の視聴率トップを奪回した。
2004年（平成16年）4月改編では、『知っとこ!』の直後に放送されていた『真珠の小箱』が45年の歴史に終止符を打った。MBS開局と同時にスタートし1998年（平成10年）10月改編でそれまでの日曜朝7時台から移動してきた伝統あるミニ番組で45年、2314回の放送を積み重ねたが、単独スポンサー・近鉄のリストラに加え『せやねん!』の放送時間を拡大する上で制約になるというMBS側の理由、さらにその2年前にはTBSへのネットが打ち切られ関東圏から奈良への観光宣伝という使命を終えていたことも重なって山本は幕引きを決断せざるを得なくなった。最終回スペシャルの案内人を務めた高井美紀は「何でもスピードアップする時代に貴重な番組だった」と終了を惜しんだ。現在は放送番組センター配給番組として独立局などで放送されている。

#### スポーツ中継のリストラ
社長就任直後の2002年度から、地上波でのスポーツイベント放送の大幅なリストラに取り組んだ。
全国高校ラグビー大会では、高木一見第4代社長時代の1981年（昭和56年）から一社提供を続けていた住友グループ広報委員会が協賛を降りたため、それまでJNN系列局を中心とした全国民間放送加盟社による放送実施委員会がを解散せざる得なくなり、地上波テレビでの全試合放送ができなくなった。2005年以降、トップリーグの神戸製鋼コベルコスティーラーズを持つ神戸製鋼所が大会特別協賛となり、MBS中継放送の筆頭提供に入ったものの、放送実施委員が崩壊していたこともあり、住友協賛時代と同じ体制にはならず、CS（現在はBS）のJ SPORTSにかなりの部分を移管している。
選抜高等学校野球大会では、2003年（平成15年）から地上波テレビでの生中継が準決勝・決勝の2日間だけとなり、全試合放送は同じMBSグループのCS放送GAORAに移管した。地上波で放送する試合も長年スポンサーを続けた十川ゴムが降板して全編PTになった。ラジオは当時まだ１日で10社近いスポンサーが付いていたため引き続き全試合を放送したが、山本が社長を退任した後の2009年（平成21年）、テレビと同様準決勝・決勝の2日間だけの生中継に縮小された。

#### スーパーリージョナル宣言
2003年12月1日、地上デジタルテレビジョン放送がスタートした際、毎日放送を『スーパーリージョナルステーション』にすることを宣言。2004年夏、『オーサカキング』第1回イベントを大阪城公園一帯で開催、42万人の来場者を記録した。この年は入場無料だったためMBSは赤字を被るが、翌2005年（平成17年）は入場券を販売したにもかかわらず前年比3万人も来場者を増やした。
大阪の放送局による地域活性化の主導的な役割を果たした事により、2006年度大阪広告協会賞を受賞した。
一方でMBSの地元大阪だけでなく、京都の文化紹介、観光振興にも力を入れ「MBS京都プロジェクト」を手掛けた。MBSでは毎年11月23日を「京都の日」と定め、京都にまつわる特別番組を集中的に放送している。

#### 千里丘放送センター閉鎖
茶屋町現本社、MBSスタジオ in USJの完成後も、毎日放送千里丘放送センターはほぼそのままの形で残ってきた。斎藤時代末期には温泉施設『ミリカ天然温泉千里の湯』も登場したが、完成から50年近く経過し管理費の高騰がテレビの完全デジタル移行を控えたMBSの経営を圧迫するようになった。
2003年3月、放送文化館をUSJスタジオの「テレビプロダクションツアー」に移行して閉鎖した。2006年（平成18年）にはプール、野球場、テニスコート、温泉施設を閉鎖。ゴルフ練習場（ミリカゴルフセンター）だけはそのまま営業を続けたが、山本は2007年（平成19年）1月9日の年頭記者会見で、千里丘センターの土地の大半を売却したと発表する。
プール跡地には中継車車庫やライブラリー、ラジオ予備送信所など必要最小限の機能を残した「毎日放送千里丘ミリカセンター」が建設され、山本が会長になった後の2008年（平成20年）2月、運用を開始した。売却された土地には大手不動産デベロッパー5社の連合によりマンションが建設されることになっている。

#### JR福知山線脱線事故
社長在任中の2005年4月25日午前中に兵庫県尼崎市のJR福知山線で快速電車による脱線事故が発生し、毎日放送でもこの電車に乗車していた社員2人が巻き込まれ、死亡するという異常事態に至った。

### 社長退任後
2007年（平成19年）6月27日付けで後任の第8代社長河内一友に道を譲り、代表取締役会長に就任。2010年（平成22年）の株主総会直前に社内のトップ定年となる70歳の誕生日を迎え、6月27日の取締役会で会長に加え取締役も退任、相談役最高顧問に就任した。同時に、兼務していた毎日新聞社とRKB毎日放送の社外取締役も退任した。山本の退任でMBSは3年ぶりに会長が空席となり、以後は河内が2015年までワントップでMBSを率いていた。
現場を離れた山本は関西大学に客員教授として迎えられ、教壇に立っている。2012年旭日中綬章を受章した。2015年度の志賀信夫賞を受賞した。